# Humphrey Carpenter
Humphrey William Bouverie Carpenter (Oxford, 29 de abril de 1946 – 4 de enero de 2005) fue un biógrafo, escritor y locutor de radio británico. 

## Biografía
Vivió casi toda su vida en su ciudad natal de Oxford. En su infancia vivió en los Warden's Lodgings del Keble College, donde su padre, Harry James Carpenter, fue warden hasta su nombramiento como obispo de Oxford. Tras pasar por la Dragon School de Oxford, Humphrey estudió en el Marlborough College de Wiltshire, pero volvió a Keble para estudiar lengua y literatura inglesas.
Su extensa obra incluye biografías de J. R. R. Tolkien (1977) (también editó Las cartas de J. R. R. Tolkien), W. H. Auden (1981), Ezra Pound (1988), Evelyn Waugh (1989), Benjamin Britten (1992), Robert Runcie (1997) y Spike Milligan (2004). El ensayo Los Inklings le valió en 1982 el Mythopoeic Scholarship Award por estudios sobre los Inklings.
El polifacético Carpenter desarrolló también una larga carrera como locutor de BBC Radio 4, formó el grupo de jazz estilo años 1930 Vile Bodies, y fundó el grupo dramático infantil Mushy Pea Theatre Group que representó por primera vez su obra Mr. Majeika: The Musical en 1991, así como su otro musical, Babes, sobre los niños estrella de Hollywood.
Murió a los 58 años, por problemas cardíacos unidos a la enfermedad de Parkinson que venía sufriendo hace varios años.

## Obras

### Ediciones en español
- Carpenter, Humphrey (2008). Los Inklings. Homo Legens. ISBN 978-84-936433-3-1.
- — (2002). Las cartas de J. R. R. Tolkien. Planeta DeAgostini. ISBN 978-84-395-9737-7.
- — (1989). Genios reunidos en París. Editorial Laia. ISBN 978-84-7668-289-0.
- — (2003). Míster Majeika. La Galera Editorial. ISBN 978-84-246-9565-1.
- — (2002). J. R. R. Tolkien, una biografía. Planeta DeAgostini. ISBN 978-84-395-9799-5.